# Rana longicrus
Rana longicrus is een kikker uit de familie echte kikkers (Ranidae). De soort werd voor het eerst wetenschappelijk beschreven door Leonhard Hess Stejneger in 1898.
De soort komt voor in noord- en centraal Taiwan. Het exemplaar dat Stejneger beschreef  (het holotype) had een totale lichaamslengte van 52 millimeter. De lange achterpoten zijn met een lengte van 105 mm ongeveer tweemaal zo lang als het lichaam. De voorpoten zijn 34 mm lang.